# Chiromachetes parakrami
Espèce
Chiromachetes parakrami est une espèce de scorpions de la famille des Hormuridae.

## Distribution
Cette espèce est endémique du Maharashtra en Inde. Elle se rencontre dans le district de Kolhapur à 842 m d'altitude sur l'Amba Ghat.

## Description
Le mâle holotype mesure 52,7 mm et la femelle paratype 63,0 mm, les mâles mesurent de 50,1 à 54,8 mm.

## Publication originale
- Sulakhe, Deshpande, Dandekar, Ketkar, Gowande, Padhye & Bastawade, 2020 : « Two new species of Chiromachetes (Scorpiones: Hormuridae) from the northern Western Ghats. » Euscorpius, no 320, p. 1-27 (texte intégral).